# Alberto Ostria Gutiérrez

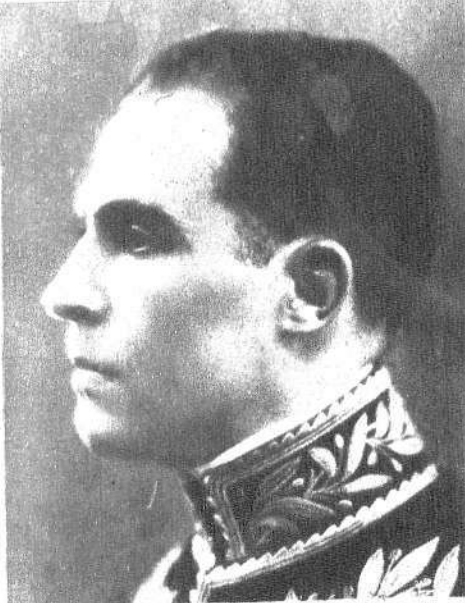
Alberto Ostria Gutiérrez

Alberto Ostria Gutiérrez (Sucre, 6 de febrero de 1897– Santiago, 24 de agosto de 1967) fue un político y diplomático boliviano. 
Hijo de Eulogio Ostria y María Gutiérrez, estudió en la Universidad Mayor, Real y Pontificia de San Francisco Xavier de Chuquisaca. Contrajo matrimonio con Elena Pérou.
Fue director del periódico “El Diario” entre 1926 y 1927. Tuvo una extensa carrera diplomática, siendo ministro plenipotenciario en Perú (1928-1929), Ecuador (1930) y Brasil (1936). Participó como delegado en varias conferencias internacionales y fue ministro de Relaciones Internacionales entre 1939-1941.
Embajador en Chile entre 1942-1943, se exilió a partir de 1944 por el ascenso al poder de Gualberto Villarroel. Una vez derrocado el régimen de Villarroel, volvió a ser embajador en Chile entre 1946 y 1952, desarrollando una serie de conversaciones con el gobierno chileno, con el fin de obtener un puerto para Bolivia en el Océano Pacífico a cambio de compensaciones no territoriales para Chile.
El triunfo de la Revolución boliviana le obligó a partir nuevamente al exilio.